# 47 Andromedae
Désignations
47 Andromedae (en abrégé 47 And) est une étoile binaire de la constellation boréale d'Andromède. 47 Andromedae est sa désignation de Flamsteed. Le système a une magnitude apparente de 5,60, qui est juste assez brillante pour être faiblement visible à l'œil nu dans de bonnes conditions de visibilité. La distance du système, calculée à partir d'un décalage annuel de la parallaxe de 15,98 mas, est d'environ ∼ 204 a.l. (∼ 62,5 pc). Il s'éloigne du Système solaire avec une vitesse radiale héliocentrique de +13,3 km/s.
La nature binaire de 47 Andromedae a été découverte par John Stanley Plaskett et Reynold Kenneth Young en 1919 en utilisant des mesures de vitesse radiale prises à partir de plaques photographiques obtenues à l'Observatoire fédéral d'astrophysique à Saanich, en Colombie-Britannique, au Canada. C'est une binaire spectroscopique à raies doubles avec une période orbitale de 35,4 jours et avec une excentricité de 0,65. Les composantes semblent être des étoiles Am presque identiques, avec une différence de magnitude apparente de 0,05. Leur type spectral combiné est A1m.